# Stephan Noth
Stephan Noth (* 20. September 1943 in Dresden; † 12. Dezember 2014) war ein deutscher Lehrer und Schulleiter. Von 1991 bis 2004 war er Direktor des Evangelischen Kreuzgymnasiums in Dresden (Kreuzschule).

## Leben
Im Jahr 1943 wurde Stephan Noth als ältester Sohn des späteren sächsischen Landesbischofs Gottfried Noth in Dresden geboren. Er hatte zwei jüngere Brüder, Martin Noth (* 1949) und Christoph Noth (* 1952; nachmals Superintendent des Kirchenbezirks Freiberg), sowie vier Schwestern.
Nachdem er 1962 als Kruzianer sein Abitur abgeschlossen hatte, studierte er Theologie in Rostock und wurde nach dem Examen kurzzeitig wissenschaftlicher Assistent und Lehrbeauftragter für Hebräisch. Wegen „Beihilfe zum ungesetzlichen Grenzübertritt“ wurde er 1968 inhaftiert und verbrachte insgesamt zwei Jahre in der Untersuchungshaftanstalt der Staatssicherheit Berlin-Hohenschönhausen und im Zuchthaus Cottbus. 1970 wurde Noth von der Bundesrepublik freigekauft und studierte anschließend Germanistik in Münster. Von 1974 bis 1990 unterrichtete Noth die Fächer Deutsch und Religion am Carl-Jacob-Burckhardt-Gymnasium Lübeck und war bis 1991 auch am Studienseminar Lübeck tätig, zuletzt als Oberstudiendirektor. Nach der friedlichen Revolution wurde er im September 1990 zum Leiter der Kreuzschule in Dresden gewählt. Vor seinem Amtsantritt arbeitete er kurzzeitig im Schweriner Kultusministerium. 1991 kehrte Noth nach Dresden zurück, wo er bis zu seinem Ruhestand im Jahre 2004 als Schulleiter der Kreuzschule und dann als Moderator der Kinderuniversität und Vermittler wirkte. Seit 1992 war er Mitglied des Rotary Clubs Dresden.